# Janet Guthrie
Pour les articles homonymes, voir Guthrie.
Statistiques en NASCAR Cup Series
Dernière mise à jour : 18 mars 2017 
Janet Guthrie, née le 7 mars 1938 à Iowa City (Iowa) et résidant en 2015 à New York, est une femme pilote automobile américaine sur circuits, à bord de voitures de Grand Tourisme et de monoplaces.

## Biographie
De formation ingénieur aéronautique à l'université du Michigan, elle travaille un temps pour Republic Aviation.
Sa carrière en sport automobile s'étale sur vingt années de 1963 (en SCCA) à 1982. Elle devient pleinement pilote professionnel en 1972.
Elle est la première femme qui réussit à se qualifier et à disputer aussi bien les 500 miles d'Indianapolis (grâce à A. J. Foyt, lui prêtant son propre mulet) que le Daytona 500 (en 1977 pour les deux et 12e cette année-là dans la seconde des deux courses, où elle est également distinguée comme Top Rookie).
Elle participe à  8 éditions des 12 Heures de Sebring, 4 des 24 Heures de Daytona, et termine 6e des 500 miles de Watkins Glen en 1964 sur Jaguar XK140 puis 8e des 6 Heures de Watkins Glen en 1978 avec Hurley Haywood et Brian Redman sur Porsche 935 (10e de l'épreuve en 1977, finissant encore quatrième d'une manche de Trans-Am à Mexico avec cette voiture en 1978).
Elle effectue 33 courses en NASCAR Cup Series entre 1976 (première femme en Winston Cup) et 1980, finissant 5 fois dans le "top 10" (seulement dépassée par Danica Patrick avec 71 réalisations, tout en dépassant elle-même Louise Smith créditée de 11 réalisations NASCAR en 1949), avec une 6e place en 1977 à l'Irwin Tools Night Race -le Volunteer 400- du Bristol Motor Speedway pour le Lynda Ferreri team (seule femme avec Danica Patrick depuis 2014 à obtenir un tel rang dans une course de NASCAR Cup Series).

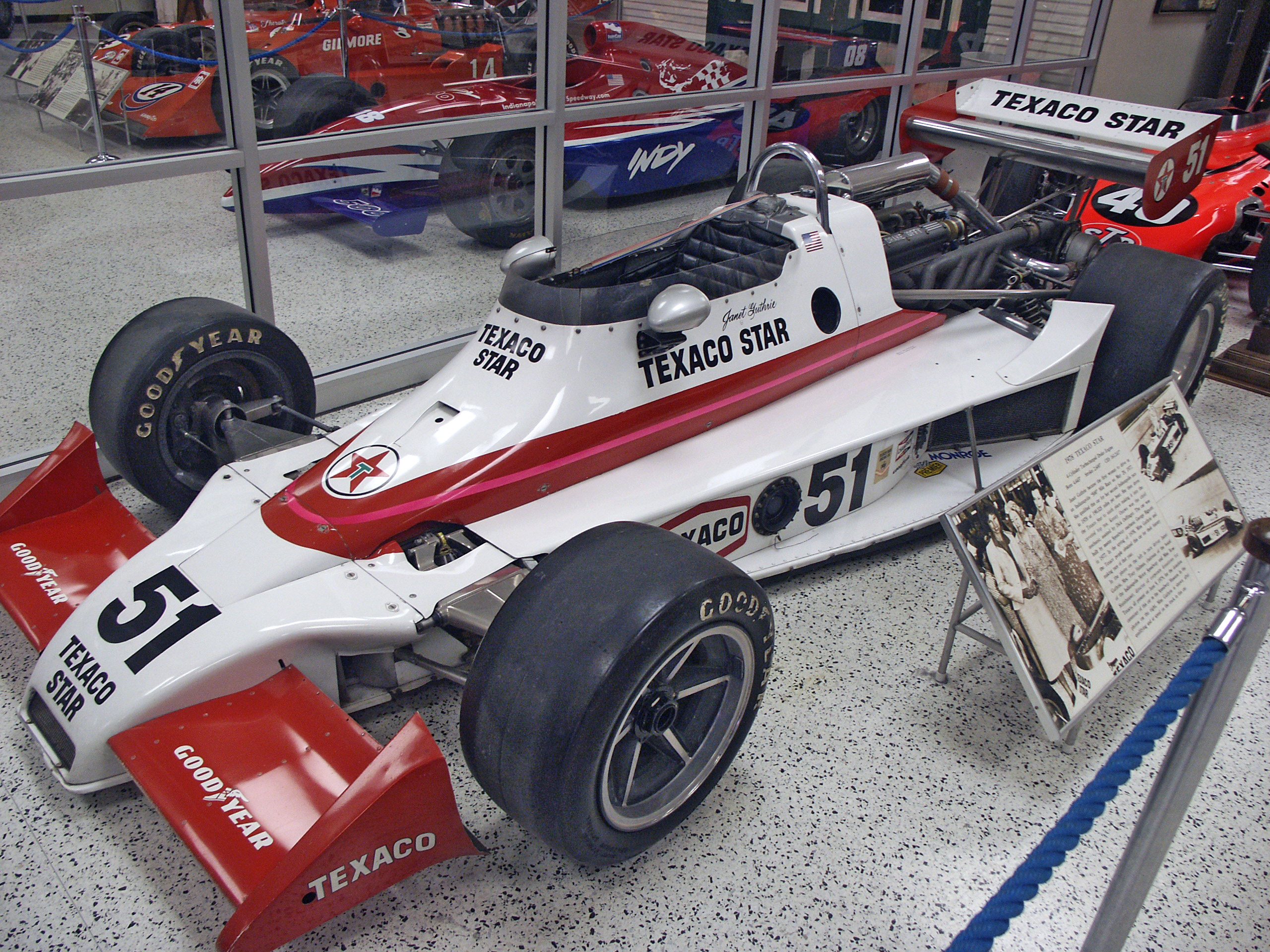
La Wildcat 3-DGS 9e de l'Indy 500 en 1979.

Elle participe encore à 11 compétitions d'IndyCar, dont une place de 5e. Ayant disputé 3 courses consécutives des 500 miles d'Indianapolis de 1977 à 1979, elle termine 9e en 1978 sur Wildcat 3-DGS (3e temps en ligne de front au départ, et meilleur classement d'une femme sur l'Indianapolis Motor Speedway jusqu'en 2009, année où Danica Patrick encore elle termine 3e sur Dallara).
En 1977 elle dispute aussi le Bathurst 1000 australien en équipe avec Johnny Rutherford sur Holden Torana GTR XU-1, au circuit du Mont Panorama.
En 1989 enfin elle épouse le pilote d'avion Warren Levine, après cette carrière bien remplie.
Sa combinaison et son casque de course ont été remis depuis lors à la Smithsonian Institution.

## Distinctions
- 1980 : International Women's Sports Hall of Fame (l'une des premières élues) ;
- 2006 (27 avril) : International Motorsports Hall of Fame.

## Liens connexes
- Liste de femmes pilotes de NASCAR.